# Homenaje (expresión)
Homenaje es una forma de expresión que se usa como tributo público a una personalidad o entidad famosa, con quien alguien siente una obligación.
Son considerados homenajes todas las referencias que se dan en el marco de una alusión o de un honor, en las cuales se destaca a alguien o a algo, con el cual el autor debe sugerencias o fuentes de inspiración para su tributo. A menudo, son los propios autores de un homenaje los que lo presentan o publican esto a la sociedad.
Etimológicamente, tiene su origen en la ceremonia feudal del mismo nombre.

## Formas de homenaje

### Homenaje como celebración
Fuera del contexto histórico de un homenaje feudal, el término homenaje se utiliza para denominar la celebración de un acto público -civil, militar o religioso-; un desfile; una conferencia; un banquete; o a la inauguración de un hito, como lo es una escultura o un edificio.
En estos eventos "homenajea" o "se rinde homenaje" a una persona, una institución o una causa, con motivo de alguna ocasión especial, un día conmemorativo o un aniversario.
Hay ciertas celebraciones patrióticas que se denominan homenajes, tales como: el homenaje a la bandera, homenaje a los caídos, como lo es el Ceremonial en Homenaje a los Caídos por España, entre otras manifestaciones en diferentes naciones.

### Homenaje como obra dentro de la obra: la recursividad en el arte
En contextos artísticos y dentro de las obras de arte, se denomina homenaje a una forma de cita, alusión, imitación o paráfrasis de una obra artística previamente famosa en otra posterior; es decir, cuando la intertextualidad no se produce ocultamente como lo es en un plagio, sino que se produce abiertamente como un reconocimiento y además sabiendo que va a ser apreciada por los que conocen la primera obra a modo de complicidad o de guiño.
Que un autor rinda homenaje a otro de esta manera, se interpreta como un reconocimiento de prelación o superioridad, equivalente a la de un vasallo hacía a un señor, o como es el caso de la fidelidad de un discípulo hacia un maestro.
Además de ésta, hay otras formas de recursividad como tema del arte; especialmente, en la difusión de los tópicos literarios. Otros asuntos importantes en la teoría del arte y la teoría literaria son los que se identifican con expresiones del tipo "obra dentro de la obra", "cuadro dentro del cuadro", "teatro dentro del teatro", "novela dentro de la novela", etc. La poesía como tópico autorreferencial es en sí misma una sucesión de homenajes.

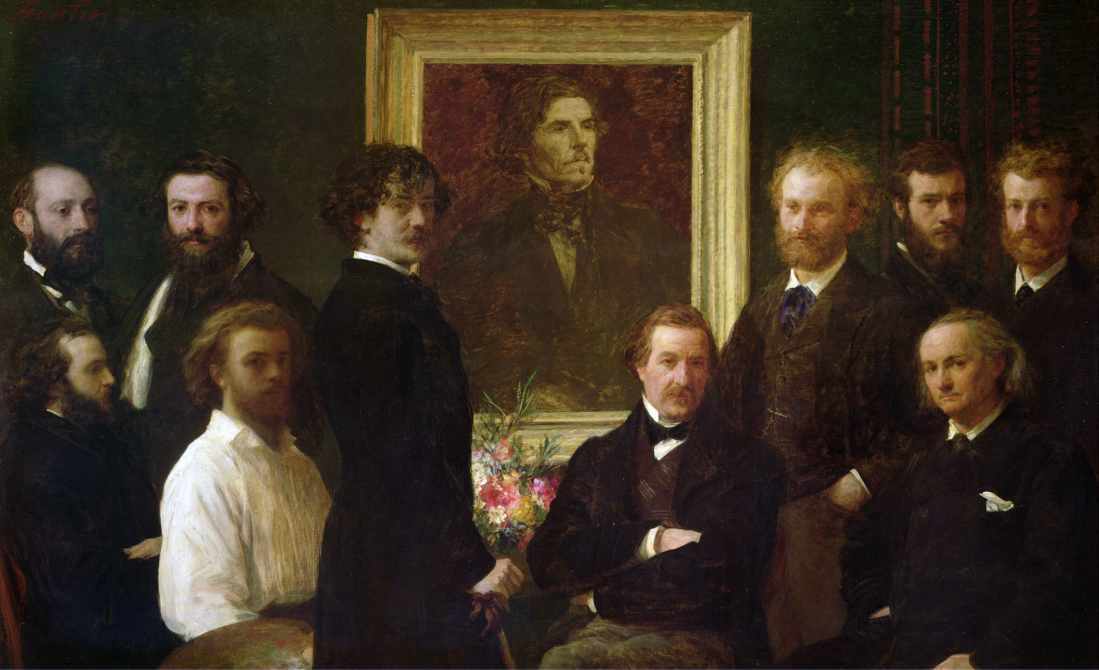
Homenaje a Delacroix, de Henri Fantin-Latour, 1864.

### Homenaje en lo audiovisual
Es considerado homenaje también y muy frecuentemente en la música y el cine, a todas las referencias que se dan en el marco de una producción audiovisual, en las que se destacan a alguien o algo y con las cuales el artista debe sugerencias o fuentes de inspiración para su obra.
A menudo, hay producciones artísticas que en su conjunto están desarrolladas explícitamente como homenaje. Por ejemplo, algunos críticos se refieren a la película Manhattan de Woody Allen como un homenaje a Nueva York, o también el álbum Abbey Road es visto como un homenaje al estudio de grabación de Los Beatles.
Ciertas películas o composiciones musicales tienen la expresión “Homenaje” en el título expresado como “Homenaje para/a…”; la frase francesa “Hommage à…” también es común en este contexto. Frecuentemente a una colección de audio completa se le denomina, álbum homenaje o también versión cover.